# Обратная ссылка
Обра́тные ссы́лки (буквально бэклинки, от англ. backlinks) — активные гиперссылки на исходный интернет-ресурс. Как правило, якорным текстом таких ссылок является поисковый запрос, по которому производится оптимизация сайта в поисковых системах. Алгоритм PageRank, несмотря на длительную и активную эволюцию, до сих пор учитывает ссылочный профиль конкретной страницы и домена как один из самых важных факторов ранжирования.

## Методы получение обратных ссылок
Существует два основных метода получения обратных ссылок — естественный и искусственный. При естественном подходе основное внимание уделяется содержимому сайта: пишутся интересные и уникальные статьи. Пользователи, которым понравился данный материал, хотят поделиться им с посетителями своих сайтов или блогов и размещают данную статью на своём сайте или просто оставляют обратную ссылку на сайт-источник.
Искусственный метод — метод, при котором seo-специалист получает обратную ссылку на свой сайт, заплатив за неё определённую сумму денег. Место, где встречаются покупатели ссылок и продавцы, называется биржей ссылок. Существует метод так называемого автоматического продвижения сайтов.
Есть несколько факторов, которые определяют ценность обратной ссылки. Обратные ссылки с авторитетных сайтов по заданной теме очень ценны. Если и сайты, и страницы имеют контент, ориентированный на данную тему, обратная ссылка считается релевантной и оказывает сильное влияние на рейтинг веб-страницы в поисковых системах, на которую предоставлена обратная ссылка. Обратная ссылка представляет собой положительное «редакционное голосование» за принимающую веб-страницу с другой предоставляющей веб-страницы. Еще одним важным фактором является анкорный текст обратной ссылки. Якорный текст — это описательная маркировка гиперссылки в том виде, в каком она отображается на веб-странице. Боты поисковых систем (например, поисковые роботы, поисковые роботы и т. д.) изучают якорный текст, чтобы оценить, насколько он релевантен содержанию веб-страницы. Обратные ссылки могут быть сгенерированы посредством отправки, такой как отправка каталога, отправка форума, социальные закладки, список компаний, отправка блога и т. Д. Конгруэнтность анкорного текста и содержимого веб-страницы имеет большой вес в рейтинге страницы результатов поисковой системы (SERP) веб-страницы по отношению к любой заданный запрос ключевого слова пользователем поисковой системы.
Анализ ссылок на сайте, замена неработающих ссылок на активные — одна из технологий в сео-оптимизации, заключающаяся в размещении на разных ресурсах ссылок, ведущих на данный сайт. Для упрощения поиска и анализа «битых ссылок» существуют несколько сервисов и программ, которые помогают правильно настроить внутреннюю перелинковку страниц сайта.